# العلاقات الإثيوبية النيبالية
العلاقات الإثيوبية النيبالية هي العلاقات الثنائية التي تجمع بين إثيوبيا ونيبال.

## مقارنة بين البلدين
هذه مقارنة عامة ومرجعية للدولتين:
| وجه المقارنة                                              | إثيوبيا                        | نيبال                             |
| --------------------------------------------------------- | ------------------------------ | --------------------------------- |
| المساحة (كم2)                                             | 1.10 مليون                     | 147.18 ألف                        |
| عدد السكان (نسمة)                                         | 104.96 مليون                   | 29.40 مليون                       |
| الكثافة السكانية (ن./كم²)                                 | 95.42                          | 199.76                            |
| العاصمة                                                   | أديس أبابا                     | كاتماندو                          |
| اللغة الرسمية                                             | اللغة الأمهرية                 | اللغة النيبالية                   |
| العملة                                                    | بير إثيوبي                     | روبية نيبالية                     |
| الناتج المحلي الإجمالي (بليون دولار)                      | 80.56 مليار                    | 24.47 مليار                       |
| الناتج المحلي الإجمالي (تعادل القوة الشرائية) بليون دولار | 161.90 مليار                   | 70.20 مليار                       |
| الناتج المحلي الإجمالي الاسمي للفرد دولار أمريكي          | 619                            | 743                               |
| الناتج المحلي الإجمالي للفرد دولار أمريكي                 | 1.50 ألف                       | 2.37 ألف                          |
| مؤشر التنمية البشرية                                      | 0.442                          | 0.548                             |
| رمز المكالمات الدولي                                      | +251                           | +977                              |
| رمز الإنترنت                                              | .et                            | .np                               |
| المنطقة الزمنية                                           | ت ع م+03:00، توقيت شرق أفريقيا | UTC+05:45، التوقيت الموحد لنيبال ‏ |

## منظمات دولية مشتركة
يشترك البلدان في عضوية مجموعة من المنظمات الدولية، منها:
| علم المنظمة | اسم المنظمة                                                | تاريخ انضمام إثيوبيا | تاريخ انضمام نيبال |
| ----------- | ---------------------------------------------------------- | -------------------- | ------------------ |
|             | الاتحاد البريدي العالمي                                    | ?                    | ?                  |
|             | مؤسسة التنمية الدولية                                      | 11 أبريل 1961        | 6 مارس 1963        |
|             | منظمة حظر الأسلحة الكيميائية                               | ?                    | ?                  |
|             | الأمم المتحدة                                              | 13 نوفمبر 1945       | 14 ديسمبر 1955     |
|             | وكالة ضمان الاستثمار متعدد الأطراف                         | 13 أغسطس 1991        | 9 فبراير 1994      |
|             | منظمة الشرطة الجنائية الدولية                              | ?                    | ?                  |
|             | مؤسسة التمويل الدولية                                      | 20 يوليو 1956        | 7 يناير 1966       |
|             | البنك الدولي للإنشاء والتعمير                              | 27 ديسمبر 1945       | 6 سبتمبر 1961      |
|             | العملية المشتركة للاتحاد الأفريقي والأمم المتحدة في دارفور | ?                    | ?                  |
|             | الفريق المعني برصد الأرض                                   | ?                    | ?                  |
|             | يونسكو                                                     | 1 يوليو 1955         | 1 مايو 1953        |

## وصلات خارجية
- موقع وزارة الخارجية الإثيوبية
- موقع وزارة الخارجية النيبالية